# Tim Ariesen
Tim Ariesen (20 de marzo de 1994) es un ciclista profesional neerlandés.

## Palmarés
2015
- Carpathia Couriers Paths
- Gran Premio de Marbriers[1]